# 緩詰修二
緩詰 修二（ゆるづめ しゅうじ、1920年 – 没年不明）は、日本の大日本帝国陸軍軍人。実業家。日本繊維新聞代表取締役社長を務めた。

## 生涯
福井県遠敷郡口名田村（現・小浜市）に生まれる。明治大学専門部を経て、1941年3月、歩兵第119連隊に入営して兵科甲種幹部候補生に採用され、豊橋予備士官学校を経て見習士官となる。1942年12月に陸軍歩兵少尉に任官した。
1943年12月に歩兵第119連隊の第3歩兵砲小隊長に任命される。1944年1月にシンガポールに上陸した後、2月にマレーへ移駐して、機動砲小隊長に任じられた。5月にビルマに入る。9月に中尉に昇進した。
ビルマ北部のサーモからシッタン河畔にいたるまでの戦闘に独立小隊長として参加する。1945年の敗戦後は2年間、ラングーンのアーロン収容所に抑留された。
1947年7月、宇品港に帰着して復員する。1948年10月に日本繊維新聞社に入社した。1974年5月、日本繊維新聞社の代表取締役社長に就任した。1978年5月、（株）I・Bセンター代表取締役社長となる。
晩年は、兵庫県神戸市東灘区岡本にある自宅で過ごした。

## 著書
- 『最悪の戦場独立小隊奮戦す 沈黙五十年、平成日本への遺書』光人社、1993年
  - 光人社ノンフィクション文庫、1999年